# Schluderns

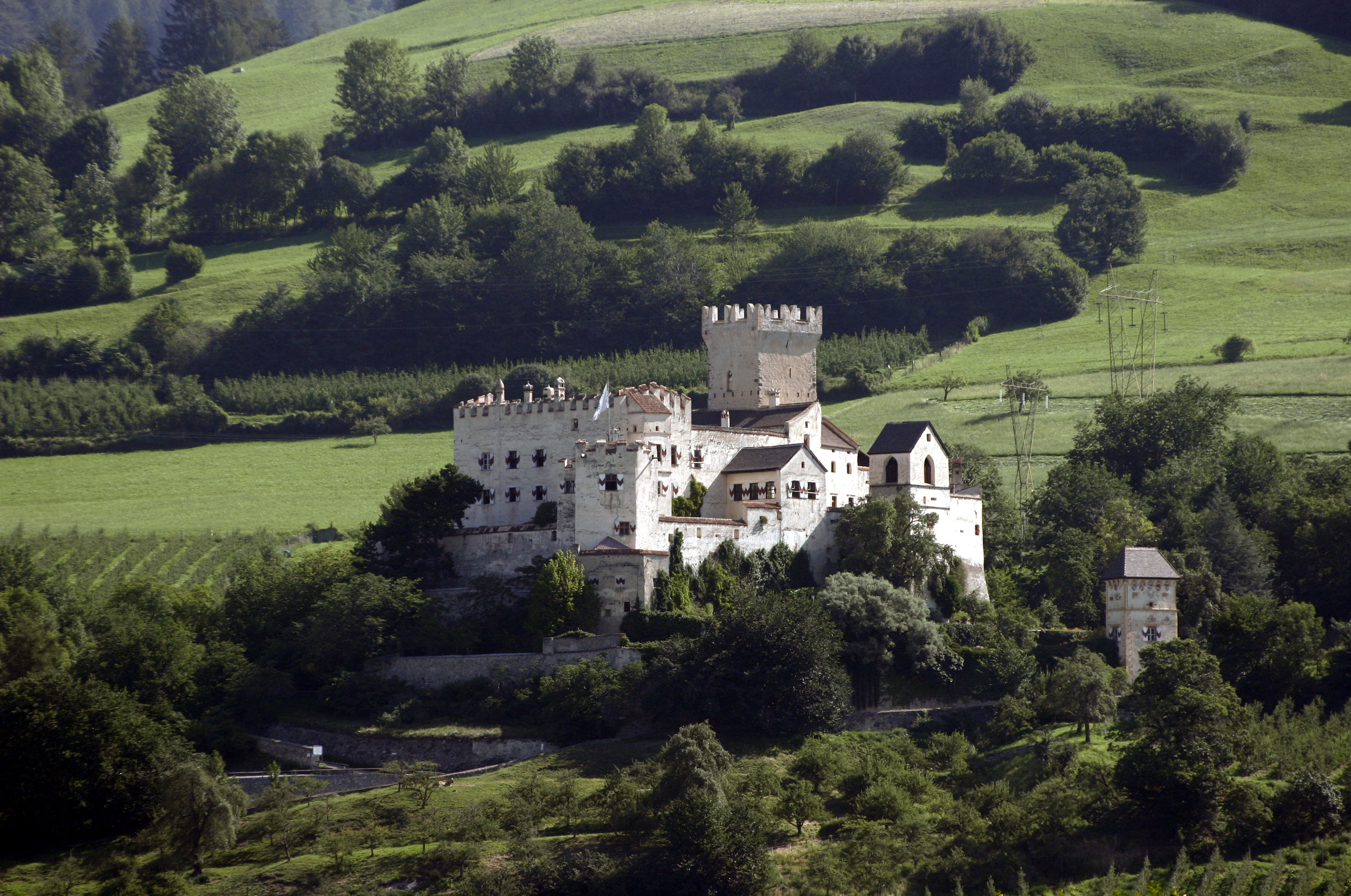
Zamek Churburg

Schluderns (wł. Sluderno) – miejscowość i gmina we Włoszech, w regionie Trydent-Górna Adyga, w prowincji Bolzano (Tyrol Południowy).
Liczba mieszkańców gminy wynosiła 1853 (dane z roku 2009). Język niemiecki jest językiem ojczystym dla 97,82%, włoski dla 2,18%, a ladyński dla 0,23% mieszkańców (2001).